# Tramwaje w Brunszwiku
Tramwaje w Brunszwiku – system tramwajowy w Brunszwiku, działający od 1879 roku, a od 1897 zelektryfikowany. Jedyny w Europie system tramwajowy o rozstawie szyn 1100 mm.
W grudniu 2012 roku Solaris Bus & Coach podpisał umowę na produkcję 15 sztuk czteroczłonowych niskopodłogowych tramwajów. Pojazdy te dostarczono w 2014 roku. W 2017 roku złożono zamówienie na kolejnych 7 tramwajów typu Solaris Tramino.

## Przypisy

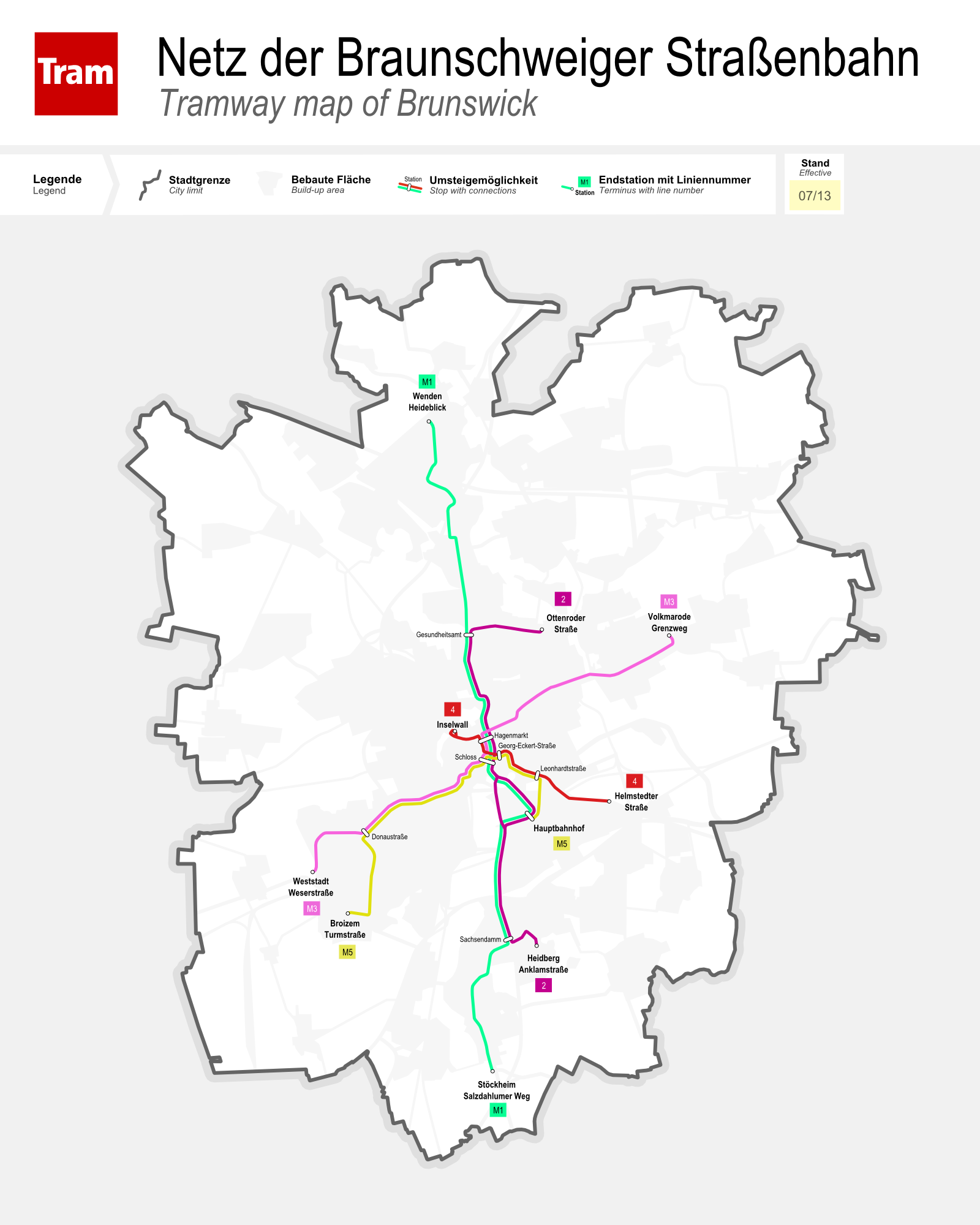
Mapa sieci

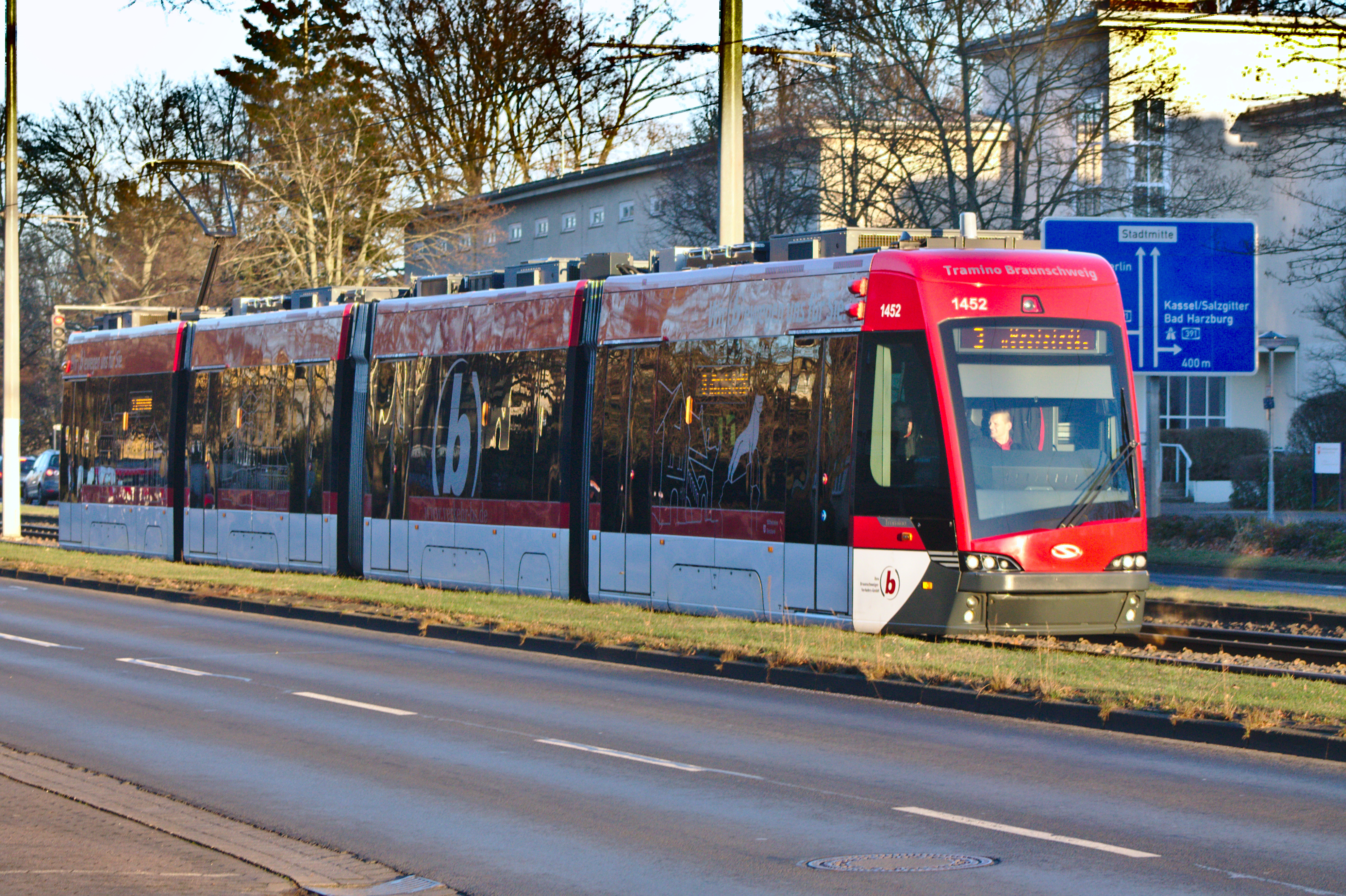
Tramwaj Solaris Tramino